# Annie Mumolo
Anne Marie Mumolo (10 de julio de 1973) es una actriz, guionista, comediante y productora estadounidense, más conocida por coescribir la película Bridesmaids de 2011 con Kristen Wiig, por la que fue nominada a un Premio Óscar y a un BAFTA al Mejor Guion Original. Ella y Wiig también coescribieron el guion e interpretaron papeles protagónicos en la película de comedia Barb y Star van a Vista Del Mar del 2021. También ha aparecido en películas como This Is 40 (2012), Afternoon Delight (2013), The Boss (2016), Bad Moms (2016), Queenpins (2021) y Confess, Fletch (2022).

## Primeros años
Mumolo nació en Irvine, California, de padre dentista y madre ama de casa, Alice. Ella es de ascendencia italiana. Su abuelo, Dominic Mumolo, fue músico de estudio en el personal de NBC de 1949 a 1971, donde tocó en The Dean Martin Show, Rowan & Martin's Laugh-In, The Andy Williams Show y The Tonight Show. También grabó con músicos como Frank Sinatra, Nat King Cole y Nelson Riddle.
Mumolo se graduó de Mater Dei High School en 1991 y de la Universidad de California en Berkeley, donde fue miembro de Chi Omega y recibió su licenciatura en historia en 1995.

## Carrera
Mumolo comenzó su carrera como miembro de la compañía de comedia de improvisación The Groundlings. Apareció en la película de comedia Bewitched del 2005 y en programas de televisión como The Minor Acomplishments of Jackie Woodman, Out of Practice y Dos hombres y medio. Comenzó a actuar como dobladora en el 2004 en la serie de televisión Maya & Miguel. Fue actriz en Random! Cartoons, en los segmentos Hero Heights, Sparkles and Gloom, y Thom Cat. Apareció en dos pilotos de ABC en 2009, Bad Mother's Handbook y This Might Hurt. Prestó su voz a Jimmy y Natalie en la serie corta de dibujos animados Ape Escape en Nicktoons Network en 2007. En 2009, Mumolo escribió un episodio de In the Motherhood titulado "Where There's a Will, There's a Wake".
En 2011, Mumolo interpretó a una ansiosa pasajera de avión en la película de comedia Bridesmaids, que escribió con su compañera de Groundlings, Kristen Wiig. La película fue estrenada esa primavera por Universal Pictures con gran éxito de crítica, recaudando 167 millones de dólares en América del Norte y 280 millones de dólares en todo el mundo. Esta recibió el Óscar al mejor guion original, el BAFTA al mejor guion original y el Premio del Sindicato de Escritores de América al Mejor Guion Original. Tras el éxito de Bridesmaids, Mumolo interpretó un papel secundario en la comedia de 2012 This Is 40, dirigida por Judd Apatow. En 2013, apareció en la película de comedia dramática Afternoon Delight de Joey Soloway, y de 2014 a 2015 fue miembro habitual del elenco de la serie de comedia de NBC About a Boy.
Después de Bridesmaids, Mumolo fue despedida como guionista de la película biográfica Joy de 20th Century Fox, en la que Kristen Wiig podría haber protagonizado a Joy Mangano. Después de varios cambios realizados por el director David O. Russell, recibió solo un crédito de "historia". En una entrevista de 2021, Mumolo dijo: "Como escritor, te tratan de manera muy diferente a como actor, en casi todos los sentidos. Siento que es exponencialmente más difícil solo por esa razón. La película 'Joy' fue una experiencia muy desgarradora para mí, y tuve que separarme por ese aspecto de las cosas. Cuando iba en una dirección, recibimos una llamada telefónica durante la noche de que estaba ocurriendo un cambio. Y luego me pidieron que hiciera cosas que iban en contra de mi moralidad, y fue muy difícil. Cuando no me sentía cómoda haciendo cosas que iban en contra de mis valores, me criticaban. No puedo decir demasiado. Supongo que probablemente porque vivía con miedo”.
En 2016, Mumolo apareció en dos películas de comedia. La primera fue The Boss, protagonizada por Melissa McCarthy y dirigida por Ben Falcone, y la segunda fue el éxito de taquilla Bad Moms junto a Mila Kunis, Kristen Bell, Kathryn Hahn, Jada Pinkett Smith y Christina Applegate. En 2017, coescribió la película dramática biográfica Megan Leavey dirigida por Gabriela Cowperthwaite. En televisión, tuvo un papel recurrente en Angie Tribeca y desempeñó un papel principal en la comedia piloto Amy's Brother del 2017. En 2020, Mumolo apareció en la comedia de misterio Mapleworth Murders para Quibi.
En 2021, Mumolo volvió a formar equipo con Wiig en Barb y Star van a Vista Del Mar, que coescribieron y protagonizaron. Originalmente programada para un estreno en 2020, la película se retrasó debido a la pandemia de COVID-19 y Lionsgate la estrenó en los Estados Unidos a través de PVOD el 12 de febrero de 2021. La película recibió reseñas generalmente positivas de los críticos. También en 2021, se anunció que Mumolo y Wiig escribirían una comedia musical de acción en vivo de Disney centrada en las malvadas hermanastras Anastasia y Drizella del clásico animado La Cenicienta. En 2022, Mumolo apareció en la película de comedia criminal Confess, Fletch. También protagonizó las próximas películas de comedia Murder Mystery 2 y Joy Ride. Fue elegida para la película dramática The Idea of You, protagonizada y producida por Anne Hathaway.

## Vida personal
Mumolo estuvo casada con Tim Lovestedt de 2005 a 2016. La pareja tiene dos hijos.

## Filmografía

### Películas
| Año  | Título                          | Papel                      | Notas                           |
| ---- | ------------------------------- | -------------------------- | ------------------------------- |
| 2003 | Melvin Goes to Dinner           | Extra                      |                                 |
| 2005 | Bewitched                       | Bed, Bath y Beyond Shopper |                                 |
| 2011 | Bridesmaids                     | Mujer nerviosa en avión    | También escritora               |
| 2012 | This Is 40                      | Barb                       |                                 |
| 2012 | Back to the Sea                 | Danny                      | Voz                             |
| 2013 | Afternoon Delight               | Amanda                     |                                 |
| 2015 | Joy                             |                            | Escritora y productora jecutiva |
| 2016 | The Boss                        | Helen                      |                                 |
| 2016 | Bad Moms                        | Vicky                      |                                 |
| 2017 | Megan Leavey                    |                            | Escritora                       |
| 2020 | Looks That Kill                 | Jan                        |                                 |
| 2021 | Barb y Star van a Vista Del Mar | Barb                       | También escritora y productora  |
| 2021 | Queenpins                       | Crystal                    |                                 |
| 2022 | Confess, Fletch                 | Eve                        |                                 |
| 2023 | Joy Ride                        | Mary Sullivan              |                                 |
| 2023 | Murder Mystery 2                | Mrs. Silverfox             | [ 33 ]                          |
| 2023 | Barbie                          | Mamá ansiedad              |                                 |
| TBA  | The Idea of You                 |                            |                                 |

### Televisión
| Año        | Título                                      | Papel                                                           | Notas                                                   |
| ---------- | ------------------------------------------- | --------------------------------------------------------------- | ------------------------------------------------------- |
| 2004       | El padre de la manada                       | Flamingo Girl                                                   | Voz, episodio: "Catnip and Trust"                       |
| 2006–2022  | Jorge el curioso                            | Bill                                                            | Voz                                                     |
| 2006       | The Minor Accomplishments of Jackie Woodman | Boutique Clerk                                                  | Episodio: "Peyote Ugly"                                 |
| 2006       | Dos hombres y medio                         | Joven #1                                                        | Episodio: "Corey's Been Dead for an Hour"               |
| 2006       | Out of Practice                             | Miss Lipton                                                     | Episodio: "Doctors without Bidders"                     |
| 2006–2007  | Maya & Miguel                               | Kylie                                                           | 4 episodios                                             |
| 2007       | Ben & Izzy                                  | Ben                                                             | Voz                                                     |
| 2007       | Random! Cartoons                            | Pixie, Little Prince, Munchie, Melissa, Strikeout, Rusty, Patch | Voz, 3 episodios                                        |
| 2009       | Hero Heights                                | Strikeout                                                       | Voz                                                     |
| 2009       | Handy Manny                                 | Lola                                                            | Voz                                                     |
| 2009       | Thom Cat                                    | Melissa, Rusty, Patch                                           | Voz                                                     |
| 2009       | Handy Manny's Motorcycle Adventure          | Lola, Tía Lupe                                                  | Voz                                                     |
| 2009       | Ape Escape                                  | Jimmy, Natalie                                                  | Voz                                                     |
| 2009       | In the Motherhood                           | Persona No. 1 en Café                                           | Episodio: "It Takes a Village Idiot"; también escritora |
| 2009       | Fanboy & Chum Chum                          | Francin                                                         | Voz, 2 episodios                                        |
| 2010       | Los pingüinos de Madagascar                 | Chico Grande, Chico #2                                          | Voz, Episodio: "Fit to Print"/"Operation: Cooties"      |
| 2011, 2019 | American Dad!                               | Madre adoptiva, voces adicionales                               | Voz, 2 episodios                                        |
| 2012       | The Looney Tunes Show                       | Tina Russo                                                      | Voz, 11 episodios                                       |
| 2013       | Modern Family                               | Esther                                                          | Episodio: "Bad Hair Day"                                |
| 2014       | The Goldbergs                               | Betsy Rubenstone                                                | Episodio: "The Other Smother"                           |
| 2014       | Rake                                        | Carol Grady                                                     | Episodio: "Cancer"                                      |
| 2014–2015  | About a Boy                                 | Laurie                                                          | Personaje regular, 27 episodios                         |
| 2015       | Behind the Wheel                            | Ella misma                                                      | Presentadora, episodio 1                                |
| 2015       | Mike Tyson Mysteries                        | Julie                                                           | Voz, Episodio: "Last Night on Charlie Rose"             |
| 2015       | Transparent                                 | Poppy                                                           | Episodio: "Cherry Blossoms"                             |
| 2016       | Lady Dynamite                               | Jill Kwatney-Adelman                                            | Episodio: "No Friend Left Behind"                       |
| 2017       | Nobodies                                    | Ella misma                                                      | Episodio: "Heavy Heart, Heavy Hands"                    |
| 2017       | Angie Tribeca                               | Beth Wiedner                                                    | 5 episodios                                             |
| 2017       | Superior Donuts                             | Lucy                                                            | Episodio: "Thanks for Nothing"                          |
| 2019       | The Unicorn                                 | Allison                                                         | Episodio: "Turkeys and Traditions"                      |
| 2020       | Mapleworth Murders                          | Paige Wellingtont                                               | 6 episodios                                             |

### Videojuegos
| Año  | Título                      | Role              |
| ---- | --------------------------- | ----------------- |
| 2005 | Neopets: The Darkest Faerie | Roberta, Lucy     |
| 2012 | Final Fantasy XIII-2        | Voces adicionales |